# خورخي سارمينتو
خورخي كوتشوي سارمينتو (بالإسبانية: Jorge Sarmiento)‏ لاعب كرة قدم بيروفي راحل كان يجيد اللعب في خط الهجوم .
لعب طوال مسيرته الرياضية في نادي أليانزا ليما . شارك مع منتخب بيرو في بطولة كأس العالم 1930 في الأوروغواي كما شارك في بطولة كأس أمريكا الجنوبية 1927 حيث سجل هدف واحد .

## وصلات خارجية
- خورخي سارمينتو على موقع الاتحاد الدولي (مؤرشف)  (الإنجليزية)
- خورخي سارمينتو على موقع قاعدة بيانات كرة القدم.إي يو (الإنجليزية)
- خورخي سارمينتو على موقع ناشيونال فوتبول تيمز (الإنجليزية)
- خورخي سارمينتو على موقع Soccerway.com (الإنجليزية)
- خورخي سارمينتو على موقع عالم كرة القدم.نت (الإنجليزية)

- هذا السيرة الذاتية